# AV Близнецов
AV Близнецов (лат. AV Geminorum) — двойная затменная переменная звезда типа Алголя (EA) в созвездии Близнецов на расстоянии приблизительно 7 838 световых лет (около 2 403 парсек) от Солнца. Видимая звёздная величина звезды — от +13,9m до +12,4m. Орбитальный период — около 1,2216 суток.

## Характеристики
Первый компонент — белая звезда спектрального класса A8. Эффективная температура — около 8440 К.
Второй компонент — жёлто-белая звезда спектрального класса F7.